# Barbus urotaenia
Barbus urotaenia är en fiskart som beskrevs av Boulenger, 1913. Barbus urotaenia ingår i släktet Barbus och familjen karpfiskar. IUCN kategoriserar arten globalt som otillräckligt studerad. Inga underarter finns listade.